# 灰色同盟

灰色同盟
Grauer Bund  (ドイツ語)
Lega Grigia  (イタリア語)
Ligia Grischa  (ロマンシュ語)

灰色同盟は茶色、ゴッテスハウス同盟は緑色、十裁判区同盟は橙色、のちに失った属州は灰色で、それぞれ示されている。

| 先代 | 次代                 |
| --- | -------------------- |
| ディゼンティス修道院 フリムス レチュンス領 サックス家領ミソックス ヴェルデンベルク＝ハイリゲンベルク伯領 ヴェルデンベルク＝ザルガンス伯領 | ヘルヴェティア共和国 |
灰色同盟（ドイツ語: Grauer Bund、イタリア語: Lega Grigia、ロマンシュ語: Ligia Grischa、または Lia Grischa）は、1395年にフォーダーライン（前方ライン）川とヒンターライン（後方ライン）川の渓谷地帯およびラエティア地方に形成された同盟で、しばしばOberbundと呼ばれる。「灰色同盟」という名前の由来は、人々が身に着けている手織りの灰色の服である。灰色同盟は1471年にラエティア地方の他の2つの勢力、ゴッテスハウス同盟と十裁判区同盟とともに三同盟を結成した。さらにスイス同盟とも同盟関係を築いて、三十年戦争に向けた増強に大きな役目を果たした。同盟は最終的にはグラウビュンデン州の一部となった。 
なお同盟の所在地であるグラウビュンデン州は「灰色同盟」を意味するドイツ語「グラウエ・ブント（ドイツ語: Grauer Bund）」がその名の由来である。

## 創設
12世紀後半、ラエティア地方の渓谷の共同体は概して小規模で独立していて大規模な土地所有者はほとんどおらず、中央機関も存在しなかった。何年にもわたるフェーデと紛争がベルモントやヴェルデンベルクおよびレチュンスの貴族とクール司教の間だけでなく、小貴族たちの間でも影響を及ぼした。そして絶え間ない戦争でこの地域の貿易と輸送は深刻な打撃を受けた。争いを減らし貿易を活発にするため、渓谷の指導者と貴族たちは同盟や連盟を結成することを提案した。この同盟が「灰色同盟」と呼ばれるものだった。 
灰色同盟はアルプス山脈のフォーダーライン渓谷とヒンターライン渓谷の21の共同体が提携して設立された。1395年2月14日、3人のフォーダーラインの大貴族（ディゼンティス修道院長ヨハネス・フォン・イランツ、男爵ウルリッヒ・フォン・レチュンス2世、そして男爵アルバート・フォン・サックス＝ミソックス）は、イランツ基礎自治州裁判所の代議員とともに、「永久同盟」を創設した。同盟は主に高地に位置していたため、「高地同盟（”Part Sura”またはドイツ語: Ober Bund）」とも呼ばれた。 5日後、伯爵ヨハン・フォン・ヴェルデンベルク=ザルガンスがフリムスで同盟に参加した。
同盟は単なる軍事同盟を超えていた。街道の治安向上を担い、同盟内での自由貿易を求めた。法律が統一されて、平民にも保護を受ける権利と公判廷の権利が与えられた一方で、殺人、故殺、強盗および盗難には厳しい罰が課せられた。またラント平和令と呼ばれる犯罪、刑罰と権利の要覧が確立された。 この下では、紛争は紛争ではなく裁判で解決されなければならず、法律と刑罰が統一されて法の支配が強化された。こうして被害者による独断的な懲罰から近代的な刑法へと発展する第一段階となった。

## 拡張
1399年4月4日、ヴェルデンベルク＝ハイリゲンベルグ伯に叙任されたホーエントリン地区の支配者とトリン、タミンスの人々、さらにライヒェナウへの有料橋が加盟して、フォーダーライン渓谷全体が同盟の一員となった。1400年5月25日、同盟はグラールスと別の同盟を結び、グラールスの牛の商人やそのほかの貿易業者に南の街道を開放した。 
1424年3月16日、同盟はその存在を再確認し拡大するために、トゥルンの伝説的なカエデの木の下で会合を行った。これ以降、灰色同盟という名前が専ら使われるようになった。ちなみに、「灰色」とはこの地域でよく見られた手織りの灰色のウールの服のことである。この会合でトゥルンには一般人の最高控訴裁判所として機能する公平な同盟裁判所が置かれることになった。当初は12人の裁判官が任命されたが、後に15人に拡大された。 
1424年にはヒンターライン渓谷の共同体であるハイツェンベルク＝トゥージスやシャムス、ラインヴァルトが完全に加盟した（しかし実際ヴェルデンベルク＝ザルカンス伯はこれを禁じていた）。こうして同盟はフォーダーライン渓谷のルクマニエ峠に加えて、戦略的に重要なシュプリューゲン峠とサン＝ベルナルディーノ峠を手中に収めた。また1441年にはカツィス修道院が加わった。さらに1480年4月23日、ミソックス谷（ドイツ語: Misox）上流のメソッコとソアッツァ近辺の地域が加盟し、その後1496年にジャン・ジャコモ・トリヴルツィオの援助で残りの地域も加盟した。  
こうして同盟は拡大し、最終的には8つの地区で管理された。  
- ディゼンティス
- リュネ:リュネ、ヴァルス
- グルオブ:グルオブ、シュリーイン、テンナ
- ヴァルテンスブルク:ヴァルテンスブルク、ラークス、オーバーザクセン
- レチュンス:レチュンス、ホーエントリン、フリムス
- シャムス＝ラインヴァルト:ラインヴァルト、シャムス
- トゥージス:トゥージス、ハイツェンベルク、チャッピーナ、サフィエン
- ミソックス:ミソックス、ロヴェレード、カランカ

この動きと同時に1406年と1525年にゴッテスハウス同盟の一部が加わり、1440年にはクール（ゴッテスハウス同盟の指導者）が同盟に加わった。次いで1471年には十裁判区同盟が参加。こうして灰色同盟、ゴッテスハウス同盟および十裁判区同盟の結合は、三同盟として知られるようになった。

## 三同盟
1471年頃以降、3つの同盟は三同盟を結成した。そして1524年9月23日の永久盟約によって、ナポレオン・ボナパルトが解散させるまで残ることとなった三同盟憲法を作成した。しかし同盟は現代の意味における統一国家ではなく、3つの国家の連合として共同し、同盟の実質すべての問題は国民投票によって対処された。さらに三同盟が近世ヨーロッパにおいて独特だったのは、各同盟が集団決定を根拠として統治、防衛を行うという共産主義的形態を実践したという点である。 
三同盟は通常はスイス同盟と同盟関係にあった。当初の目的はハプスブルク家の拡大への対抗であったが、1520年にミラノ公国とのムッソ戦争で三同盟はよりスイス同盟に接近したからである。この関係はナポレオン戦争が起こり、1798年設立のヘルヴェティア共和国に吸収されるまで維持された。1803年のナポレオン調停法の後、三同盟はグラウビュンデン州の一部となった。 